# Progressive Myoklonusepilepsie
Progressive Myoklonusepilepsien, kurz PME, sind eine Gruppe von Erbkrankheiten, deren gemeinsames Merkmal das Auftreten von Myoklonien und epileptischen Anfällen ist. Myoklonien sind rasche unwillkürliche Muskelzuckungen. Die epileptischen Anfälle treten als tonisch-klonische, generalisierte oder multifokale Anfälle auf.  Bei den meisten progressiven Myoklonusepilepsien handelt es sich um Krankheiten mit schwerem Krankheitsverlauf und schweren Beeinträchtigungen.

## Häufigkeit
Die Erkrankungen sind selten und machen bis zu 1 Prozent der Epilepsien bei Kindern und Jugendlichen aus.

## Klassifikation
Die PME können wie folgt eingeteilt werden:
- PME Typ 1 EPM1 Unverricht-Lundborg-Erkrankung (ULD); Epilepsie, myoklonische progressive, Typ 1; Myoklonusepilepsie, progressive, Typ 1
- PME Typ 2 EPM2 Lafora-Krankheit; Epilepsie, myoklonische progressive, Typ 2; Progressive Myoklonus-Epilepsie Typ 2[2]
- PME Typ 3 EPM3 Myoklonusepilepsie, progressive, durch KCTD7-Mangel[3]
- PME Typ 4 EPM4 Myoklonus-Nephropathie-Syndrom; Myoklonusepilepsie, progressive, Typ 4[4]
- PME Typ 5 EPM5 Myoklonusepilepsie, progressive, Typ 5[5]
- PME Typ 6 EPM6 GOSR2-abhängige progressive myoklonische Ataxie; Myoklonusepilepsie, progressive, Nordsee-Typ[6]
- PME Typ 7 EPM7 MEAK; Myoklonusepilepsie und Ataxie durch Kaliumkanaldefekt; Myoklonusepilepsie, progressive, durch KV3.1-Mangel[7]
- PME Typ 8 EPM8 Myoklonusepilepsie, progressive, durch CERS1-Mangel[8]
- PME Typ 9 EPM9 Myoklonusepilepsie, progressive, durch LMNB2-Mangel[9]

In diese Gruppe gehören ferner folgende Erkrankungen:
- Myoklonus-Epilepsie mit Ragged-red-Fasern (MERRF)
- Neuronale Ceroidlipofuszinose
- Sialidose („Cherry-red-spot“-Myoklonus)
- Gaucher-Syndrom
- Tay-Sachs-Syndrom

## Diagnose
Wie bei anderen epileptischen Syndromen wird die Diagnose zunächst anhand des klinischen Bildes und mit Hilfe der Elektroenzephalographie gestellt. Insbesondere zu Beginn der Erkrankung kann eine progressive Myoklonusepilepsie schwer von anderen Syndromen aus der Gruppe der Epilepsien zu unterscheiden sein, was eine korrekte Diagnose zunächst schwierig machen kann. Meist gelingt eine korrekte Diagnose jedoch im Verlauf, da sich dann eine für die progressiven Myoklonusepilepsien typische zunehmende Verschlechterung der Symptomatik einschließlich des EEG-Befundes zeigt und diese durch das sehr schlechte medikamentöse Ansprechen gekennzeichnet sind.

## Medizingeschichte
Der Begriff der progressiven Myoklonusepilepsien wurde vom schwedischen Arzt Herman Lundborg 1903 eingeführt. Bereits 1891 berichtete Heinrich Unverricht über eine Störung, die sich von anderen Epilepsien durch das familiäre Auftreten und durch auftretende Myoklonien unterschied. Lundberg bezog sich in seiner Veröffentlichung auf den Bericht von Unverricht.
Von Klaus Diebold wurde 1973 eine Klassifikation publiziert, in der zwei Hauptgruppen von progressiven Myoklonusepilepsien unterschieden wurden, Kernsyndrom und Randsyndrom. Als Kernsyndrom definierte Diebold das Vollbild aus Myoklonus, epileptischen Anfällen und weiteren neurologischen Symptomen wie einem zunehmenden kognitiven Abbau. Merkmale des Hauptsyndroms in Verbindung mit unterschiedlichen Assoziationen vieler neurologischer Symptome wurden als Randsyndrom bezeichnet.